# Zona DAZN
DAZN 1 è un canale televisivo italiano edito da DAZN Group.

## Storia
Frutto di un accordo stipulato tra Sky Italia e DAZN Group, che ha comportato la disponibilità dell'applicazione DAZN per i decoder Sky Q, il canale DAZN1 ha iniziato le trasmissioni il 20 settembre 2019 sul canale 209 di Sky Italia e trasmetteva tutti i giorni dalle 12:00 a mezzanotte; la programmazione era principalmente composta dal meglio dei contenuti della piattaforma on demand DAZN, compresi gli eventi in diretta. In caso di più eventi in contemporanea, veniva attivato il canale secondario DAZN1+, posizionato alla numerazione 212. Per la visione dei canali era necessario un ulteriore abbonamento appositamente creato per i clienti Sky Italia.
Il 1º luglio 2021 entrambi i canali cessano le trasmissioni sulla piattaforma satellitare, per cui le posizioni da essi occupate vengono assegnate rispettivamente a Sky Sport NBA e SuperTennis.
Il 23 agosto 2021 DAZN Group lancia un apposito set-top box basato sul sistema operativo Android, disponibile solo per chi usufruisce della fibra ottica (FTTH) o della fiber to the cabinet (FTTC). Per chi ancora dispone di ADSL, invece, viene lanciato un canale sul digitale terrestre, DAZN Channel, il quale trasmette match in diretta e repliche come avveniva su DAZN1. Le trasmissioni di tale canale sono iniziate il 20 agosto 2021.
Il 5 agosto 2022 cambia nome in Zona DAZN sul digitale terrestre e tre giorni più tardi riprendono le trasmissioni, tornando nuovamente disponibile su Sky alla numerazione 214. Inoltre, sempre su quest'ultimo, vengono resi disponibili anche altri 4 canali opzionali.
Il 10 agosto 2022 viene reso disponibile sul digitale terrestre Zona DAZN 2.
Il 21 luglio 2023 Zona DAZN e Zona DAZN 2 vengono resi disponibili su Tivùsat alle numerazioni 214 e 215.
Il 12 dicembre 2023, in seguito alla riorganizzazione delle frequenze Sky, vengono chiusi i canali Zona DAZN 3, 4 e 5.
Il 25 maggio 2024, Zona DAZN 3 viene reso di nuovo disponibile sulle frequenze Sky in occasione di tre partite di Seria A in contemporanea.
Il 1º luglio 2024 Zona DAZN 2 viene eliminato dal digitale terrestre.
Il 18 luglio 2024 Zona DAZN e Zona DAZN 2, presenti via satellite su Sky alle numerazioni 214 e 215, cambiano emissione, logo e vengono rinominati DAZN 1 e DAZN 2.
Il 1º agosto 2024 Zona DAZN e Zona DAZN 2, presenti via satellite su Tivùsat alle numerazioni 214 e 215, cambiano emissione, logo e vengono rinominati DAZN 1 e DAZN 2.
Il 5 agosto 2024 Zona DAZN viene eliminato dal digitale terrestre.
Da novembre 2024 il canale trasmette tutti i giorni dalle 08:00 a mezzanotte.
Il 23 aprile 2025 DAZN 3 viene reso disponibile sulle frequenze Sky in occasione di tre partite di Seria A in contemporanea.
Il 16 maggio 2025 DAZN 4 viene reso disponibile sulle frequenze Sky in occasione delle partite di Seria A in contemporanea.
Il 16 luglio 2025 DAZN 1 e DAZN 2 vengono eliminati da Tivùsat.

## Loghi

20 settembre 2019 - 1º luglio 2021
20 agosto 2021 - 5 agosto 2022
5 agosto 2022 - 5 agosto 2024
In uso dal 18 luglio 2024
In uso dal 18 luglio 2024